# Kentin Mahé
Kentin Mahé, född 22 maj 1991 i Paris, är en fransk handbollsspelare. Han är högerhänt och spelar i anfall som vänstersexa eller mittnia. Han är son till franske tidigare handbollsspelaren Pascal Mahé, och hans mormor var svensk.

## Klubbhandboll
I ungdomen började Kentin Mahé spela för AS Monaco. År 2000 flyttade den högerhänte till TSV Bayer Dormagen, där han tränades av bland andra sin far Pascal Mahé, världsmästare i handboll 1995.  Från och med säsongen 2008-2009 spelade Mahé i Bundesliga. Från och med säsongen 2011/2012 spelade han för VfL Gummersbach.  År 2012 nådde han finalen i Cupvinnarcupen. 
Sommaren 2013 flyttade Mahé till HSV Hamburg som han lämnade efter två säsonger 2015. Han skrev då ett treårskontrakt med SG Flensburg-Handewitt i juni 2015.  Han vann med klubben det tyska mästerskapet 2018. Sedan sommaren 2018 spelar han för den ungerska klubben Veszprém KC.  Med Veszprém vann han det ungerska mästerskapet 2019, 2023 och 2024 och nådde finalen i EHF Champions League 2019. Efter säsongen 2023/2024 kommer han att återvända till VfL Gummersbach.

## Klubbmeriter i urval
- Tysk mästare 2018 med SG Flensburg-Handewitt
- Ungersk mästare 2019, 2022 och 2023 med Veszprém KC
- Ungersk cupmästare 2021, 2022 och 2023 med Veszprém KC

## Individuellt utmärkelser
- Riddare av Nationalförtjänstorden,  30 november 2016[7]
- Riddare av Hederslegionen,  8 september 2021[8]

[Redigera Wikidata]